# Aphaenogaster sahafina
Aphaenogaster sahafina (лат.) — вид муравьёв рода Aphaenogaster из подсемейства Myrmicinae (Formicidae). Эндемик Мадагаскара.

## Этимология
Видовое название A. sahafina происходит от имени места обнаружения типовой серии (Sahafina).

## Распространение и экология
Мадагаскар. Обитают влажных лесах между высотами 140 м и 225 м над уровнем моря на северо-востоке Мадагаскара. Распространение частично совпадает с Aphaenogaster bressleri. Гнездится в земле, в гнилых бревнах; в двух случаях гнёзда были собраны с надземных папоротников Platycerium. Рабочих-фуражиров также обнаружили на земле и на невысокой растительности.

## Описание
Мелкие мирмициновые муравьи с удлинённой шеевидной затылочной частью головы, длина стройного тела около 5—7 мм, светло-коричневого цвета, блестящие. Отличается следующими признаками: апикальный край бедра острый; волоски бедра многочисленные, тонкие и острые; при виде сбоку стороны заднего бедра параллельны, не сужаются от середины к дистальному концу, небольшое сужение происходит непосредственно перед суставом с голенью. Затылочная шея длинная; перетяжка шеи в продольном направлении с 5-7 заметными килями; на шее имеется срединный дорсальный киль. Проподеальные шипики длинные. Усики 12-члениковые, булава из 4 сегментов. Стебелёк между грудкой и брюшком состоит из двух члеников: петиолюса и постпетиолюса (последний четко отделен от брюшка). Вид был впервые описан в 2021 году венгерским мирмекологом Шандором Чёсом (Sandor Csősz; Institute of Ecology and Botany, Вацратот, Венгрия) и американским энтомологом Брайаном Фишером (Brian Lee Fisher; California Academy of Sciences, Сан-Франциско, США). Включён в состав видовой группы Aphaenogaster swammerdami.